# A Guarda
A Guarda est une commune de la province de Pontevedra située dans le nord ouest de l'Espagne, faisant partie de la communauté autonome de Galice, à l'extrême sud-ouest de la côte atlantique de l'Espagne. Appartenant à la comarque du Baixo Miño. Située sur l'embouchure du fleuve Minho, la ville fait face à la ville portugaise de Caminha.

## Patrimoine
Le castro de Santa Trega est un des éléments d'un site archéologique auquel est associé un musée archéologique avec un fonds de pièces remontant au Néolithique.

## Jumelage
- Saint-Domingue (ville) (République dominicaine) depuis 2005[1]